# São Marcos (Sintra)
São Marcos é uma localidade portuguesa do Município de Sintra que foi sede da extinta Freguesia de São Marcos, freguesia que tinha 17 412 habitantes. Foi uma freguesia pertencente à cidade de Agualva-Cacém. Em 2013, no âmbito da reforma administrativa, foi extinta, e agregada à Freguesia do Cacém, criando-se a União de Freguesias do Cacém e São Marcos.
Como o nome indica, tem por orago o evangelista São Marcos.
São Marcos, até 2001 era uma localidade pertencente à freguesia de Agualva-Cacém. Localizada no extremo sul da freguesia, e encostada ao limite do município (confrontando com a freguesia de Porto Salvo, do município de Oeiras).
Em Julho de 2001, a antiga freguesia de Agualva-Cacém foi desdobrada em quatro novas freguesias, entre as quais São Marcos. No mesmo mês, a vila de Agualva-Cacém foi elevada a cidade, ficando as quatro novas freguesias a constituir a nova cidade.
A antiga freguesia de São Marcos era a segunda maior da cidade de Agualva-Cacém, e a mais distante a nível geográfico do seu centro.
Os transportes urbanos foram assegurados pela empresa Vimeca/Lisboa Transportes até janeiro de 2023, quando esta ficou sobre a alçada da Carris Metropolitana.
A história da pequena povoação de São Marcos teve início há muitos milhares de anos, quando grupos humanos de caçadores da Idade da Pedra ali começaram a estabelecer, temporariamente, os seus acampamentos.
A comprovar essas remotas origens, têm sido encontrados em São Marcos diversos vestígios arqueológicos dos períodos Paleolítico Inferior e Médio, datáveis entre 00.000 a 30.000 a.c. aproximadamente.
Depois, quando as comunidades humanos iniciaram a prática da agricultura, as características desse lugar (fertilidade do solo e abundância de água) tornaram-no preferido para sucessivas ocupações de tipo sedentário, como testemunham vários achados do Período Neolítico (instrumentos de pedra polida, cerâmica, mós, etc.).
Na Idade do Ferro (sécs. VII a II a.c.) persistiu o aproveitamento agrícola dos férteis terrenos de cor castanha (natureza basáltica) das vizinhanças do lugar.
Entre a Encosta de São Marcos e o Cotão foram localizados, em 1972, vestígios que se supõe terem pertencido a um casal agrícola.
A vida rural de São Marcos continua no período romano, do qual existe uma importante estação arqueológica, cuja escavação se iniciou em 1979 tendo sido removidas terras para se detectar os seus limites. As construções já descobertas (muros, curral) e os materiais encontrados (moedas dos sécs. II a IV, fragmentos de ânfora, tijolos, etc.) não permitiram ainda esclarecer se trata de uma villa rústica ou de um vicus (grupo de casa dos servos e cultivadores da villa), mas apontam para a presença romana no local desde o século I a.c. até finais do século V.
A partir dessa época e até ao século XIII a história de São Marcos permanece, por enquanto, obscura.